# Gretchen Bleiler
Gretchen Bleiler, née le 10 avril 1981, est une snowboardeuse américaine. d'origine allemande

## Palmarès
- Jeux olympiques
  -  Médaille d'argent de halfpipe en 2006, aux Jeux olympiques d'hiver de 2006 à Turin (Italie)

- Coupe du monde
  - 5 victoires , 13 podiums en half-pipe
  - 5e du classement général de la Coupe du monde de halfpipe 2007